# Martin Cern
Martin Cern (eigentlich Gerd Helmut Dörken; * 3. Juli 1928 in Gevelsberg; † 25. Dezember 2011 in Hagen) war ein deutscher Schriftsteller und Kaufmann.

## Leben
Geboren 1928 in Gevelsberg, wurde er während der Gymnasialzeit im Jahre 1944 zum Luftwaffenhelfer einberufen. Nach Kriegsende schloss er das Gymnasium ab und besuchte in den Jahren 1946 bis 1950 verschiedene Sprachschulen und die Berufsschule.
Nach einem Auslandsaufenthalt 1951 in Südafrika war er von 1952 bis 1978 Industriekaufmann und Prokurist, und von 1979 bis 1993 als freier Handelsvertreter in Gevelsberg tätig.
Er war ab 1977 Mitglied im Autorenkreis Ruhr-Mark, ab 1996 als 2. Vorsitzender. Im Dezember 2011 starb Martin Cern im Alter von 83 Jahren in Hagen.

## Auszeichnungen
- 2011: Alfred-Müller-Felsenburg-Preis für aufrechte Literatur, gemeinsam mit Kirsten Niesler[3][4]

## Werke
Lyrik
- Wartestand. Gedichte. Relief-Verlag-Eilers, München 1967, DNB 458535362.
- Spätvorstellung. Prosa und Gedichte. (= Ruhr Mark Bibliothek Nr. 4.) Verlag Doris Gey, Hagen 1980, ISBN 3-922188-18-4.
- Keine Stunde. Gedichte. Verlag Handzeichen, Alfeld 1984, ISBN 3-88889-033-0.
- Heiter Klapphorn UndSoWeiter. dörkendesign werbeagentur, 2010.
- Auflösung. Lyrik. dörkendesign werbeagentur, 2011.

Beiträge in Anthologien
- Plauderei über den Schienenverkehr. In: Heimatbuch Hagen + Mark. v.d. Linnepe, Hagen 1989.
- Der Waldheuler. In: Heimatbuch Hagen + Mark. v.d. Linnepe, Hagen 1992.
- Klassen treffen. In: Heimatbuch Hagen + Mark. v.d. Linnepe, Hagen 1993.
- Auf Umwegen; Vom Greisenäuslein; Du blühst im Dünenbett. In: Liebe zum Leben. Goki-Verlag, Kierspe 2000.
- Bei den Yalcins; Nachruf für Hanne Schleich. In: Märkisches Jahrbuch IV. Mönnig Verlag, Iserlohn 2000.
- Der dritte Preis. Prosa. In: Heimatbuch Hagen + Mark. ardenkuverlag, Hagen 2002.
- Wegweisungen. In: Märkisches Jahrbuch V. Mönnig, Iserlohn 2003.

Übersetzungen
- Nevzat Yalçın: Die Sonne und der Mann. Haag & Herchen, Frankfurt/M. 1997, ISBN 3-86137-608-3, (fünf Gedichte aus dem Englischen).